# Костичовци
Костѝчовци е село в Северозападна България. То се намира в община Димово, област Видин.

## География
Село Костичовци се намира на 190 километра от София, 40 километра от Видин, 22 километра от Белоградчик и на 6 километра от град Димово. Съседни села са Дълго поле, Бела, Шипот, Извор и Воднянци.

## История
За създаването на селото има легенда. Населението на района било пръснато из различни махали, затова местният турски бей решил да ги събере на едно място, да основе село и така по-лесно да събира данъците. Легендата разказва, че това станало на мястото на днешната долнокрайска чешма. Когато започнали да копаят, намерили кости. Българите възкликнали: „кости“. Турците извикали: „чок“, което значи „много“. От съчетанието на двете думи идва името на днешното село Костичовци. Дотук е легендата. Има писмени данни, че селото е съществувало и преди падането на Видинското царство под османско владичество (1396 година). Турците са го наричали и писали село Костичофче, Коститофче, Костучувче  Костинчевче . Явно условията, околната среда и територията, където е било основано и разположено селото, са изключително подходящи за живот и стопанска дейност. През целия шест вековен (а може би и по-дълъг) период на съществуването си то е имало години на възход и застой в развитието си. От село с 12 (дванадесет) домакинства [около 60 (шестдесет) жители през 1454/55 г., то е „доживяло“ до най-добрите си години (30-те и началото на 40-те на ХХ век), когато е имало 1100 – 1200 жители (при преброяването от 31 декември 1934 година – 1119 ж.)..
Село Костичовци е надарено от Бога с изключително плодородна земя. Хората били изключително трудолюбиви, предприемчиви, открити за новото и жадни за знания. Строили нови къщи, обработвали земята, създавали кооперации, изпращали децата си да учат в големите градове. До 1951 г. в селото е имало три-четири машини вършачки, около десетина-петнайсет жетварки-сноповръзвачки и не малко друга селскостопанска техника и инвентар. Предприемчиви костичовчани /Цветко Тодоров Филипов, Томо Иванов Томов и други/, „проектират“ и построяват първото промишлено (дървопреработващо) предприятие в историята на селото – (БАНЦИГА). И днес Костичовци се откроява с чистите си улици, широки дворове и просторните къщи. През годините преди 9 септември 1944 година много хора възприемат социалистическата идея с надежда за по-добър живот. От селото е партизанинът Стоян Георгиев-Минчо, който загива в схватка с полицията в двора на родната си къща. В Костичовци са родени много антифашисти, политзатворници, участници във Втората световна война. След 9 септември 1944 г. е извършено насилствено коопериране на земята, създава се ТКЗС, в резултат на което много хора напускат селото, за да работят и изхранват семействата си в големите градове – София, Видин, Враца и Лом. Селото започва да запустява и в 2009 година наброява около 50 жители, над 70-годишна възраст.

## Население
Преброяване на населението през 2011 г.
Численост и дял на етническите групи според преброяването на населението през 2011 г.:
|                     | Численост | Дял (в %) |
| Общо                | 78        | 100,00    |
| Българи             | 76        | 97,43     |
| Турци               | 0         | 0,00      |
| Цигани              | 0         | 0,00      |
| Други               | 0         | 0,00      |
| Не се самоопределят | 0         | 0,00      |
| Неотговорили        | 0         | 0,00      |

## Културни и природни забележителности
В селото днес живеят само възрастни хора и затова може да бъде обявено за вилна зона. Покрай селския дол тече река, а до нея са изградени три селски чешми. Реставрирана е местната църква „Свети Николай Чудотворец“, построена през 1892 година на мястото на стара църква от турско време. Видинският владика Дометиан лично я освещава след реставрацията през 2002 година. В двора на църквата е издигнат паметник на загиналите през Балканската, Междусъюзническата и Първата световна война. Днес в църквата се пазят само няколко стари икони. През 2008 година по идея на местен инициативен комитет се провежда „Среща на поколенията“. Срещата е своеобразна памет за предците, съпътствана е от фолклорен концерт и е свързана с издаването на няколко краеведски книги за селото. През 1966 година местният жител Теофил Кръстев открива съкровище и го предава на Археологическия музей. Съкровището съдържа три броя невестенски венци и шест елемента от тях, девет гривни и шест копчета изработени от сребро с позлата. Специалистите смятат, че съкровището е от 16 век. Днес то се съхранява в Археологическия музей, представяно е на обща изложба в музея на град Казанлък, включено е и в изложбата „Средновековно изкуство“ в Лувъра.

## Редовни събития
По стара традиция селото е имало два събора в годината. Пролетен – на 22.май, стар стил (летен св. Никола – пренасяне мощите на св. Николай Мирликийски Чудотворец) и есенен – на 21.септември, стар стил (Малка Богородица – Рождество на Пресвета Богородица). Впоследствие съборът се провеждаше в началото на месец август – около Преображение Господне а напоследък – на 24 май.

## Личности
Костичовци е дало на България известни личности. С корен от селото са:
- Силвия Томова – примабалерина на Софийската народна опера и балет
- Даниел Спасов – народен певец, редактор в Българската национална телевизия
- Тома Николаев – писател и историк
- Иван Димитров – генерал-лейтенант, бивш заместник-министър на вътрешните работи
- Иван Спасов – инженер, директор на Дирекция в Главно управление на пътищата в България /1934 – 2018/.